# Dermestes sardous
Dermestes sardous là một loài bọ cánh cứng trong họ Dermestidae. Loài này được Küster miêu tả khoa học năm 1846.